# Beata Predehl
Beata Dorota Predehl, z d. Wróbel, primo voto Binkowska (ur. 10 kwietnia 1971 w Pabianicach) – polska koszykarka grająca na pozycji rozgrywającej. Mistrzyni Europy (1999), olimpijka z Sydney (2000), sześciokrotna mistrzyni Polski.

## Kariera sportowa
Jest wychowanką Włókniarza Pabianice. W macierzystym klubie debiutowała w ekstraklasie w 1988, zdobyła cztery tytuły mistrza Polski (1989, 1990, 1991, 1992), trzy tytuły wicemistrza Polski (1988, 1993, 1994)  dwa brązowe medale mistrzostw Polski (1997, 1999). W 1999 przeszła do Foty Porta Gdynia i wywalczyła dwa tytuły mistrza Polski (2000, 2001). W sezonie 2001/2002 była zawodniczką Ślęzy Wrocław i zdobyła brązowy medal mistrzostw Polski. W kolejnych sezonach występowała jeszcze w AZS-ie Poznań (początek sezonu 2002/2003), AZS Meblotap Chełm (2002/2003), Wiśle Kraków (2003/2004). Po sezonie 2003/2004 przerwała na rok karierę. Od 2005 była zawodniczką Nova Trading (następnie Energa) Toruń, z którą w 2006 wywalczyła awans do ekstraklasy. W 2008 zakończyła karierę, w 2013 powróciła na parkiet, została zawodniczką II ligowego AZS Gdańsk, a w styczniu 2014 przeszła do innej II-ligowej drużyny GTK Gdynia. Kolejny raz karierę zakończyła po sezonie 2013/2014.
Z reprezentacją Polski juniorek wystąpiła na mistrzostwach Europy w 1990 (11 m.). W reprezentacji Polski seniorek debiutowała w 1992, jej największym sukcesem było mistrzostwo Europy w 1999, wystąpiła również na Igrzyskach Olimpijskich w 2000 (8. miejsce) i mistrzostwach Europy w 2001 (6. miejsce). Łącznie w I reprezentacji Polski zagrała w 111 spotkaniach.
28 września 2024 wystąpiła w charytatywnym meczu koszykarskim „Olimpijczycy i Paraolimpijczycy dla Powodzian”, z którego dochód został przeznaczony na remont zniszczonej przez powódź hali „Obuwnik” w Prudniku (hala Pogoni Prudnik i Zarzewia Prudnik).